# Manuel Jimenez
 (août 2018).
Pour les articles homonymes, voir Manuel Jiménez et Jimenez.
Manuel Jimenez est psychologue français.

## Biographie
Il est docteur en psychologie et docteur d’état ès lettres et sciences humaines. Il est maître de conférences HDR honoraire à l’université Montpellier 3. Il est ancien membre du Groupe d'étude des phénomènes aérospatiaux non-identifiés, au CNES[réf. souhaitée]. 
Il soutient en 1994 une thèse intitulée « Témoignage d'ovni et psychologie de la perception ». Ce travail se situe ouvertement dans la rencontre de l'approche constructiviste et la méthode expérimentale, et est une réflexion entre le domaine théorique de la psychologie expérimentale de la perception, et le champ d'observation du témoignage d'ovni.

## Publications
- Témoignage d'ovni et psychologie de la perception, thèse de psychologie, Montpellier, Université Paul-Valéry, 1994.
- « UFO sightings and misidentification », International Journal of Psychology, 31, 4842, 1996.
- « Pour une approche constructiviste des erreurs perceptives : l'exemple des témoignages des phénomènes rares », Sciences, 97, p. 45-52, 1997.
- La psychologie de la perception. 2e partie : La construction de la signification, Paris, Flammarion, coll. « Dominos », 1997.